# Жанааул (Щербактинський район)
Жанаау́л (каз. Жаңаауыл) — село у складі Щербактинського району Павлодарської області Казахстану. Входить до складу Александровського сільського округу.
Населення — 535 осіб (2021; 802 у 2009, 824 у 1999, 929 у 1989).
Національний склад станом на 1989 рік:
- казахи — 73 %

Станом на 1989 рік село називалось Жана-Аул.